# Merchant (Kirsche)
Merchant ist eine zu den Herzkirschen gehörende dunkle Sorte der Süßkirschen. 

## Herkunft
Die Sorte wurde im John Innes Institut in Norwich aus der Sorte Merton Glory mit unbekanntem Partner herausgekreuzt.

## Frucht
Die Frucht ist mittelgroß bis groß und nierenförmig. Die weiche Haut ist halbreif dunkelrot und in der Vollreife schwarz. Das weiche Fruchtfleisch ist süß und aromatisch fruchtig. Sie hat eine mittlere Platzfestigkeit und reift in der 3. bis 4. Kirschwoche.

## Baum
Der Wuchs ist mittelstark und ausladend mit guter Verzweigung. Die Sorte ist selbststeril und braucht einen Befruchtungspartner. Geeignet sind Burlat und Lapins. Sie blüht früh. Der Ertragsbeginn ist früh, regelmäßig und hoch; sie neigt aber dann und wann zu Überbehang. Die Folge davon können kleinere Früchte sein.